# Universitat d'Alabama
La Universitat d'Alabama (University of Alabama en anglès), també coneguda com a Alabama, UA, o Bama, és una universitat pública coeducacional localitzada en Tuscaloosa, Alabama, EUA. Fundada en 1831, UA és la institució puntera del University of Alabama System. Dins d'Alabama, generalment la hi designa com "Capstone". UA és la més antiga i la més gran en termes d'inscripció de les universitats d'investigació importants de l'estat, les altres que són rivals acadèmics i atlètics són l'Auburn University i institucions companyes del sistema de la UA Universitat d'Alabama en Huntsville (UAH) i la Universitat d'Alabama en Birmingham (UAB).
La universitat d'Alabama ofereix programes d'estudi en 12 divisions acadèmiques que duen a arribar a les graduacions de bachelor's, master's, Education Specialist, i doctorat. L'únic col·legi d'advocats públic en Alabama està en la UA. Altres programes acadèmics inassequibles en altres parts en Alabama inclouen programes doctorals en antropologia, els estudis de la biblioteca i de la informació, metalúrgics i enginyeria dels materials, música, idiomes romanç, i treball social.
En la tardor del 2007, Alabama tenia una inscripció de 25.580 estudiants i el seu president és el Dr. Roberto Witt. Sota la seua adreça, la universitat ha experimentat un creixement significatiu, a pesar de tarifes d'acceptació més baixes, i estàndards acadèmics més alts. El programa d'honors de la UA ha crescut ràpidament també, amb un de cada quatre estudiants de primer any ara allistats en la universitat dels honors de la UA. En la tardor de 2007, aquests 1.066 van anotar en el 2 per cent superior a nivell nacional de l'ACT.  Arxivat 2008-06-22 a Wayback Machine.